# Walt Disney Records
Walt Disney Records — звукозаписывающий лейбл компании Disney.

## История
Walt Disney Records является семьёй музыкальных лейблов, принадлежащих компании Walt Disney. Walt Disney Records были сформированы в 1956 году как Disneyland Records. До этого времени диснеевские записи лицензировались целым рядом других лейблов, таких как RCA, Decca, Capitol, и ABC-Paramount. Брат Уолта Диснея Рой О. Дисней предложил, чтобы Walt Disney Productions (в настоящее время Walt Disney Company) организовали свой собственный лейбл. Рой поручил старому сотруднику компании Джимми Джонсону возглавить это новое подразделение — Disneyland Records. Лейбл принял нынешнее название в 1989 году. Джимми Джонсон пригласил Тутти Камароту (известного музыканта и основателя легендарных Sunset Sound Recorders в Голливуде), чтобы возглавить творческое начало этого нового предприятия. Опыт и мастерство Тутти превратили первоначальные разработки лейбла в полноформатные музыкальные альбомы, в том числе джазовые интерпретации диснеевских стандартов («Белоснежка и семь гномов», «Бэмби», и «Золушка») и альбомы с оригинальной музыкальной концепцией, и расширил формат саундтреков путём включения избранных частей из партитуры, а также известных песен. Работа Тутти в рамках музыкальной индустрии привела к успеху таких исполнителей, как Мэри Мартин, Луис Армстронг, Луи Прима, Джерри Колонна и Фил Харрис.
В поисках подходящего материала для Аннет, Тутти и его команда обнаружили песни дуэта Ричарда М. Шермана и Роберта Б. Шермана, услышав одну из их песен на радио. Дуэт был принят в студию Диснея в городе Бербанк, где они в конечном итоге стали первыми авторами песен для компании Disney. Они не только написали много песен для Аннет, но были также ответственны за большинство знаковых песен Диснея 1960-х годов и позже — «It’s a Small World» и «Tiki Tiki Tiki Room» для тематических парков, а также песен из «Мэри Поппинс», «Книги джунглей», Множества приключений Винни-Пуха. В 1989 году Диснейленд лейбл был переименован в Walt Disney Records.
Сегодня выбор продуктов Walt Disney Records варьируется от традиционных альбомов и саундтреков до аудиокниг и караоке-альбомов. Walt Disney Records выпускает музыку для фильмов Walt Disney Pictures, для оригинальных фильмов Disney Channel, а также для спектаклей Disney.

## Артисты лейбла

### Нынешние
- Росс Линч
- Лора Марано
- Дав Камерон
- Мартина Штоссель
- Хорхе Бланко

### Бывшие
- They Might Be Giants
- Хиллари Дафф
- The Cheetah Girls
- Ханна Монтана
- Селена Гомес
- Митчел Муссо
- Майли Сайрус
- Деми Ловато

## Сублейблы
- Hollywood Records